# Suraia
Suraia là một xã thuộc hạt Vrancea, România. Dân số thời điểm năm 2002 là 7800 người.